# Temporada 2017 del Campeonato de España de Rally
La temporada 2017  fue la edición 61.ª del Campeonato de España de Rally. Comenzó el 17 de marzo en el Rally Sierra Morena y terminó el 25 de noviembre en el Rally Comunidad de Madrid. El Rally Islas Canarias también era puntuable para el Campeonato de Europa.
Se celebró por décimo año consecutivo la Copa Suzuki, por tercer año la Dacia Sandero Rally Cup y por primera vez la Beca júnior R2 (#BkR2).
En esta temporada la RFEDA introdujo como novedad el TC Plus, un tramo que permitirá a los pilotos sumar puntos extra similar al Power Stage del WRC.

## Calendario
| N.º | Fecha               | Prueba                                           | Resultados | Series |
| --- | ------------------- | ------------------------------------------------ | ---------- | ------ |
| 1   | 17-18 de marzo      | 35.º Rallye Sierra Morena                        | Resultados |        |
| 2   | 4-6 de mayo         | 41.º Rally Islas Canarias                        | Resultados | ERC    |
| 3   | 12-13 de mayo       | 27.º Rally Villa de Adeje                        | Resultados |        |
| 4   | 10-11 de junio      | 50.º Rallye de Ourense                           | Resultados |        |
| 5   | 7-8 de julio        | 48.º Rallye de Ferrol                            | Resultados |        |
| 6   | 14-16 de septiembre | 54.º Rally Princesa de Asturias-Ciudad de Oviedo | Resultados |        |
| 7   | 29-30 de septiembre | 41.º Rallye Villa de Llanes                      | Resultados |        |
| 8   | 20-21 de octubre    | 38.º Rallye Santander Cantabria                  | Resultados |        |
| 9   | 3-4 de noviembre    | 23.º Rally de La Nucía-Mediterráneo              | Resultados |        |
| 10  | 24-25 de noviembre  | 8.º Rally Comunidad de Madrid RACE               | Resultados |        |

## Equipos
| Equipo                | Vehículo                  | Piloto                   | Copiloto                  | Rondas            |
| Equipos oficiales     | Equipos oficiales         | Equipos oficiales        | Equipos oficiales         | Equipos oficiales |
| --------------------- | ------------------------- | ------------------------ | ------------------------- | ----------------- |
| Suzuki Motor Ibérica  | Suzuki Swift R+           | Gorka Antxustegui        | Alberto Iglesias Pin      | 1-10              |
| Suzuki Motor Ibérica  | Suzuki Swift R+           | Joan Vinyes              | Jordi Mercader            | 1-10              |
| Suzuki Motor Ibérica  | Suzuki Swift S1600        | Adrián Díaz Pérez        | Andrea Lamas              | 1-10              |
| Renault Sport España  | Renault Clio N5           | Miguel Ángel Fuster      | Ignacio Aviño             | 5-6, 9            |
| Renault Sport España  | Renault Clio N5           | Miguel Ángel Fuster      | Daniel Cué                | 7, 10             |
| Renault Sport España  | Renault Clio N5           | Miguel Ángel Fuster      | Borja Rozada              | 8                 |
| Equipos privados      |                           |                          |                           |                   |
| Auto-Laca Competición | Ford Fiesta R5            | Luis Monzón              | José Carlos Déniz         | 2                 |
| RMC Motorsport        | Ford Fiesta R5            | Cristian García Martínez | Rebeca Liso               | 1, 4-5            |
| RMC Motorsport        | Ford Fiesta R5            | Cristian García Martínez | Eduardo González Delgado  | 2-3               |
| RMC Motorsport        | Ford Fiesta R5            | Cristian García Martínez | Pablo Marcos Segade       | 6-7               |
| RMC Motorsport        | Hyundai i20 R5            | Surhayen Pernía          | Víctor Pérez              | 1                 |
| RMC Motorsport        | Hyundai i20 R5            | Surhayen Pernía          | Carlos del Barrio         | 2-8, 10           |
| Yacar Racing          | Hyundai i20 R5            | Iván Ares                | José Antonio Pintor       | 1-10              |
| ACSM Rallye Team      | Škoda Fabia R5            | Pedro Burgo              | Marcos Burgo              | 1-8, 10           |
| Bruno Magalhães       | Škoda Fabia R5            | Bruno Magalhães          | Hugo Magalhães            | 2                 |
| Escudería Ourense     | Peugeot 208 R2            | Javier Pardo             | Adrián Pérez Fernández    | 1-10              |
| Escudería Ourense     | Citroën DS3 R5            | Sergio Vallejo           | Diego Vallejo             | 1-4               |
| Escudería Ourense     | Porsche 997 GT3 RS 3.6    | Sergio Vallejo           | Diego Vallejo             | 10                |
| SMC Júnior Motorsport | Fiat 124 Abarth Rally RGT | Álvaro Muñiz             | Antonio Solórzano Pintado | 1-10              |
| Escudería La Coruña   | Peugeot 208 R2            | Roberto Blach, jr.       | Ariday Bonilla            | 1-6               |
| Escudería La Coruña   | Peugeot 208 R2            | Roberto Blach, jr.       | José Murado               | 7-10              |

## Resultados

### Campeonato de pilotos
- En la segunda prueba, Rally Islas Canarias, solo se muestran los resultados relativos al campeonato de España.

| Pos. | Piloto                     | SMO | ECI | ADE | OUR | FER | PDA | LLA | CAN | MED | MAD | Puntos |
| 1.   | Iván Ares                  | 3   | 2   | 2   | 2   | 1   | 1   | 1   | 1   | 1   | 3   | 322,8  |
| 2.   | Pedro Burgo                | 4   | 9   | 4   | 3   | 3   | 2   | 4   | 2   |     | 4   | 240,4  |
| 3.   | Gorka Antxustegui          | Ret | 14  | 11  | 9   | 5   | 5   | 6   | 4   | 3   | 1   | 191,4  |
| 4.   | Surhayen Pernía            | 2   | 8   | 5   | 4   | Ret | 3   | 3   | Ret |     | 7   | 182,4  |
| 5.   | Cristian García Martínez   | 1   | 5   | 1   | 1   | Ret | Ret | 5   |     |     |     | 176,4  |
| 6.   | Joan Vinyes                | 6   | 11  | 9   | Ret | 4   | Ret | 2   | 3   | 9   | Ret | 148,2  |
| 7.   | Javier Pardo               | 12  | Ret | Ret | 10  | 8   | 7   | 11  | 5   | 7   | 10  | 126,6  |
| 8.   | Álvaro Muñiz               | 16  | Ret | 10  | 8   | 6   | Ret | 7   | Ret | 11  | 8   | 109,4  |
| 9.   | Adrián Díaz Pérez          | 9   | 15  | Ret | 7   | Ret | Ret | 13  | 6   | 10  | 12  | 96     |
| 10.  | Roberto Blach, jr.         | 11  | 17  | 17  | Ret | 9   | 10  | 12  | 7   | Ret | 15  | 82,8   |
| 11.  | Miguel Ángel Fuster        |     |     |     |     | 7   | Ret | Ret | Ret | 2   | 6   | 71     |
| 12.  | Cristóbal García Ramos     | 8   | 12  | 7   | Ret |     |     | 15  |     | 8   |     | 69,8   |
| 13.  | José Luis Peláez           |     |     |     |     | Ret |     |     |     | 4   | 2   | 55     |
| 14.  | Alberto Monarri            | Ret | Ret |     | 16  | 16  | 14  | 20  | 11  | 5   | 23  | 53     |
| 15.  | Enrique Cruz               |     | 7   | 3   |     |     |     |     |     |     |     | 50,8   |
| 16.  | Bruno Magalhaes            |     | 1   |     |     |     |     |     |     |     |     | 44,4   |
| 17.  | Fran CIma                  |     | 13  | 14  | Ret | 12  | 8   |     |     |     |     | 42,6   |
| 18.  | Armide Martín              |     | 6   | 8   |     |     |     |     |     |     |     | 42,2   |
| 19.  | Alberto Seguí              | 21  | 34  | Ret | 28  |     | 9   |     | 9   | 13  |     | 38     |
| 20.  | José Manuel Mora           |     |     |     |     |     | 6   | 9   |     |     |     | 36     |
| 21.  | Luis Monzón                |     | 3   |     |     |     |     |     |     |     |     | 32,4   |
| 22.  | Víctor Senra               |     |     |     |     | 2   |     |     |     |     |     | 32     |
| 23.  | Pepe López                 |     | 4   |     |     |     |     |     |     |     |     | 30     |
| 24.  | Javier Bouza Díaz          | 13  | 18  | 16  | Ret | Ret | 16  | 17  |     |     | 18  | 29,6   |
| 25.  | Efrén Llarena              |     |     |     |     |     |     | 14  |     | 14  | 9   | 29     |
| 26.  | Iago Silva Caamaño         |     |     |     | 5   |     |     |     |     |     |     | 27,6   |
| 27.  | Alfredo Tamés              | 19  |     |     | 19  | 18  | 13  | 18  | 12  |     | 26  | 27,4   |
| 28.  | David Cortés               | 23  |     |     | 14  | 19  | 23  | 19  | 10  |     | 25  | 25,4   |
| 29.  | «Miúdo»                    |     |     |     | 6   |     |     |     |     |     |     | 25,2   |
| 30.  | Óscar Palacio              |     |     |     |     |     | 4   | Ret |     |     |     | 25     |
| 31.  | José Javier Pérez          |     | Ret | 18  | 18  | 13  | 20  |     |     | 12  |     | 24,6   |
| 32.  | Sergio Vallejo             | 5   | Ret | Ret | Ret |     |     |     |     |     | Ret | 23     |
| 33.  | Daniel Marbán              | Ret |     |     |     |     |     |     |     |     | 5   | 23     |
| 34.  | Emma Falcón                | 15  | 19  | 20  | 11  |     |     |     |     |     |     | 22,6   |
| 35.  | Félix Macías               |     |     |     | Ret | 11  |     |     |     |     | 11  | 22     |
| 36.  | Adrían García Febles       |     |     | 6   |     |     |     |     |     |     |     | 21     |
| 37.  | Santiago Carnicer          | Ret |     |     |     |     |     |     |     | 6   |     | 21     |
| 38.  | Manuel Sandamil            | 17  |     |     | 15  | 15  | 19  |     |     |     |     | 19,2   |
| 39.  | José Antonio Aznar         | 7   |     |     |     |     |     |     |     |     |     | 19     |
| 40.  | José Antonio Suárez        |     | 10  |     | Ret |     |     |     |     |     |     | 18     |
| 41.  | José Fernando Rico         | 24  |     |     | 20  | 17  | 15  | 22  | 15  |     | 28  | 17,2   |
| 42.  | Iago Caamaño               |     |     |     |     |     |     | 8   |     |     |     | 17     |
| 43.  | Marcos B. Diego            |     |     |     |     |     |     |     | 8   |     |     | 17     |
| 44.  | Víctor J. Delgado          |     | 16  | 13  |     |     |     |     |     |     |     | 14     |
| 45.  | Germán Leal                | 10  |     |     |     |     |     |     |     |     |     | 13     |
| 46.  | Óscar Barroso              |     |     |     |     | 10  |     |     |     |     |     | 13     |
| 47.  | Jan Solans                 |     |     |     |     |     |     | 10  |     | Ret |     | 13     |
| 48.  | Jesús 'Txutxi' Pérez       |     |     |     |     |     | 11  | Ret | Ret |     |     | 11     |
| 49.  | Roberto Rodríguez Bugarín  |     | Ret |     | 12  | Ret |     |     |     |     |     | 10,8   |
| 50.  | Juan Manuel Mañá           | 20  |     |     | 17  | 23  | Ret | Ret | 17  |     | 24  | 9,8    |
| 51.  | Martín Bello               |     |     |     | 13  |     |     |     |     |     |     | 9,6    |
| 52.  | Marco Lorenzo              |     |     | 12  |     |     |     |     |     |     |     | 9      |
| 53.  | David Nafría               |     |     |     |     |     | 12  |     |     |     |     | 9      |
| 54.  | Diego Félix                | 34  |     |     | 23  | 20  | 22  | 27  | 14  |     | 29  | 8      |
| 55.  | Iñaki Barredo Presa        | 28  |     |     | 38  | Ret | Ret | 21  | 13  |     | 22  | 8      |
| 56.  | Daniel Berdomás Lorenzo    |     |     |     |     |     |     |     |     |     | 13  | 8      |
| 57.  | Óscar Gil                  | 14  |     |     |     |     |     |     |     |     |     | 7      |
| 58.  | Rubén Gandoy Piñeiro       |     |     |     |     | 14  |     |     |     |     |     | 7      |
| 59.  | Marcos Canedo López        | 25  |     |     | 21  | Ret | 17  |     | 18  |     | 27  | 7      |
| 60.  | Arturo Acitores            | 22  | Ret | 22  | 34  |     | 25  |     | 19  | 16  |     | 7      |
| 61.  | Antonio Gorrín Hernández   |     |     | 15  |     |     |     |     |     |     |     | 6      |
| 62.  | Antón Pérez Fojón          | 41  |     |     | Ret | 29  | 28  | 32  | 32  | 20  | 17  | 6      |
| 63.  | Santiago Cañizares         |     |     |     |     | Ret |     |     |     | 15  |     | 6      |
| 64.  | José María Reyes González  | 35  |     |     | Ret | Ret | 30  | 38  | 30  | 21  | 16  | 6      |
| 65.  | José Alonso Liste          | Ret |     |     |     |     |     | 16  |     |     |     | 5      |
| 66.  | Óscar Corona               |     |     |     |     |     |     | 30  | 16  |     |     | 5      |
| 67.  | Riquelmo Gómis             |     |     |     |     |     |     |     |     | 17  |     | 4      |
| 68.  | Esteban Vallín             | 18  |     |     | 25  | Ret | 27  | 23  | 21  |     | 33  | 3      |
| 69.  | Roland Holke               |     |     |     |     |     | 18  | Ret | Ret |     |     | 3      |
| 70.  | Eloy Manuel Pérez Medina   |     |     |     |     |     |     |     |     | 18  |     | 3      |
| 71.  | José Marbán                |     |     |     |     |     |     |     |     |     | 19  | 3      |
| 72.  | Moisés B. Rodríguez Dguez. |     |     | 19  |     |     |     |     |     |     |     | 2      |
| 73.  | José Javier López          |     |     |     |     |     |     |     |     | 19  |     | 2      |
| 74.  | Julio Martínez Cazorla     | 40  | 27  | 21  | Ret |     |     |     |     |     | 20  | 2      |
| 75.  | Marcos González Espino     |     | 20  |     |     |     |     |     |     |     |     | 1,2    |
| 76.  | José Luis Carrera          | 30  |     |     | 40  | 25  | 26  | 29  | 20  |     | 35  | 1      |
| 77.  | Álvaro Pérez Abeijon       |     |     |     | Ret |     |     |     |     |     | 21  | 1      |

### Campeonato de copilotos
| Pos. | Copiloto                   | Puntos |
| ---- | -------------------------- | ------ |
| 1.   | José Antonio Pintor Bouzas | 322,8  |
| 2.   | Marcos Burgo               | 240,4  |
| 3.   | Alberto Iglesias Pin       | 191,4  |
| 4.   | Carlos del Barrio          | 151,4  |
| 5.   | Jordi Mercader             | 148,2  |
| 6.   | Adrián Pérez Fernández     | 126,6  |
| 7.   | Antonio Solórzano          | 109,4  |
| 8.   | Andrea Lamas               | 96     |
| 9.   | Rebeca Liso                | 83,6   |
| 10.  | Eduardo González           | 66,8   |

### Trofeo competidores colectivos
| Pos. | Equipo                 | Puntos |
| ---- | ---------------------- | ------ |
| 1.   | RMC Motorsport         | 455,8  |
| 2.   | Suzuki Motor Ibérica   | 405    |
| 3.   | Escudería Yacar Racing | 313    |
| 4.   | ACSM Rallye Team       | 228    |
| 5.   | Escudería Ourense      | 185    |

### Campeonato de marcas
| Pos. | Marca   | Puntos |
| ---- | ------- | ------ |
| 1.   | Suzuki  | 574,2  |
| 2.   | Renault | 399,6  |
| 3.   | SEAT    | 122,2  |

### Trofeo vehículos R5
| Pos. | Piloto                   | Puntos |
| ---- | ------------------------ | ------ |
| 1.   | Iván Ares                | 277    |
| 2.   | Pedro Burgo              | 225,4  |
| 3.   | Surhayen Pernía          | 192,2  |
| 4.   | Cristian García Martínez | 164,6  |
| 5.   | Cristóbal García Ramos   | 108    |

### Trofeo vehículos R3
| Pos. | Piloto            | Puntos |
| ---- | ----------------- | ------ |
| 1.   | Javier Bouza Díaz | 196    |
| 2.   | Iván Ares         | 153    |
| 3.   | Francisco Cima    | 147    |
| 4.   | Emma Falcón       | 129,4  |
| 5.   | Aloísio Monteiro  | 107,6  |

### Trofeo vehículos R2
| Pos. | Piloto                 | Puntos |
| ---- | ---------------------- | ------ |
| 1.   | Javier Pardo           | 261    |
| 2.   | Roberto Blach Nuñez    | 230    |
| 3.   | Iñaki Barredo Presa    | 113,6  |
| 4.   | Manuel Sandamil Cabana | 101,4  |
| 5.   | Efrén Llarena          | 88     |

### Trofeo vehículos R1
| Pos. | Piloto                   | Puntos |
| ---- | ------------------------ | ------ |
| 1.   | Jonathan Domingo Lobejon | 35     |

### Trofeo vehículos N
| Pos. | Piloto                    | Puntos |
| ---- | ------------------------- | ------ |
| 1.   | Arturo Acitores           | 212    |
| 2.   | Marcial Álvarez           | 42     |
| 3.   | Óscar Gallego Gómez       | 36     |
| 4.   | Moisés Beneharo Rodríguez | 35     |
| 5.   | Gabriel Alonso Savarino   | 35     |

### Trofeo vehículos N5
| Pos. | Piloto               | Puntos |
| ---- | -------------------- | ------ |
| 1.   | Gorka Antxustegui    | 268    |
| 2.   | Joan Vinyes          | 242    |
| 3.   | Miguel Ángel Fuster  | 92     |
| 4.   | Diego Félix González | 36     |
| 5.   | Iago Caamaño         | 27     |

### Trofeo vehículos N3
| Pos. | Piloto               | Puntos |
| ---- | -------------------- | ------ |
| 1.   | Alfredo Tamés        | 209    |
| 2.   | David Cortes Garabal | 205    |
| 3.   | Alberto Monarri      | 193    |
| 4.   | J. Fernando Rico     | 176    |
| 5.   | Juan M. Maña         | 133,4  |

### Trofeo vehículos N2
| Pos. | Piloto                    | Puntos |
| ---- | ------------------------- | ------ |
| 1.   | José Antonio Alonso Liste | 35     |
| 2.   | Juan Carlos Fernández     | 0      |

### Trofeo pilotos júnior
| Pos. | Piloto                    | Puntos |
| ---- | ------------------------- | ------ |
| 1.   | Javier Pardo              | 272    |
| 2.   | Roberto Blach Nuñez       | 256    |
| 3.   | Julio Martínez Cazorla    | 109,4  |
| 4.   | José Javier Pérez Briones | 87     |
| 5.   | Efrén Llarena             | 87     |

### Trofeo vehículos GT
| Pos. | Piloto                     | Puntos |
| ---- | -------------------------- | ------ |
| 1.   | Álvaro Múñiz               | 224,4  |
| 2.   | Julio Martínez Cazorla     | 111,4  |
| 3.   | Armide Martín              | 72     |
| 4.   | Enrique Cruz               | 71     |
| 5.   | Juan José Abia de la Torre | 60     |

### Copa FIA Cup
| Pos. | Piloto                   | Puntos |
| ---- | ------------------------ | ------ |
| 1.   | Iván Ares                | 277    |
| 2.   | Pedro Burgo              | 225,4  |
| 3.   | Surhayen Pernía          | 192,2  |
| 4.   | Javier Pardo             | 172,2  |
| 5.   | Cristian García Martínez | 164,6  |

### Trofeo pilotos femenino
| Pos. | Piloto               | Puntos |
| ---- | -------------------- | ------ |
| 1.   | Emma Falcón          | 154    |
| 2.   | Tania Martínez       | 36     |
| 3.   | Ruth Ortega          | 35     |
| 4.   | Cristina Calero      | 30     |
| 5.   | Elba Mirlinda Correa | 0      |

### Trofeo 2 ruedas motrices
| Pos. | Piloto              | Puntos |
| ---- | ------------------- | ------ |
| 1.   | Javier Pardo        | 237,4  |
| 2.   | Adrián Díaz Pérez   | 217    |
| 3.   | Álvaro Muñiz Mora   | 215    |
| 4.   | Roberto Blach Núñez | 199    |
| 5.   | Francisco Cima      | 119    |

### Copa Suzuki Swift
| Pos. | Piloto           | Puntos |
| ---- | ---------------- | ------ |
| 1.   | Alberto Monarri  | 133    |
| 2.   | Alfredo Tamés    | 125    |
| 3.   | David Cortés     | 123    |
| 4.   | Fernando Rico    | 93     |
| 5.   | Juan Manuel Mañá | 81     |

### Dacia Sandero Cup
| Pos. | Piloto                    | Puntos |
| ---- | ------------------------- | ------ |
| 1.   | Antón Pérez Fojón         | 224    |
| 2.   | Juan Carlos Castro Maroño | 196    |
| 3.   | José María Reyes González | 167    |
| 4.   | Manuel Reyes              | 151    |
| 5.   | Ángel Paniceres           | 151    |

### Beca júnior R2
| Pos. | Piloto            | Puntos |
| ---- | ----------------- | ------ |
| 1.   | Efrén Llarena     | 119    |
| 2.   | Javier Pardo      | 101    |
| 3.   | Jan Solans        | 80     |
| 4.   | Roberto Blach jr. | 48     |
| 5.   | Daniel Berdomás   | 30     |